# Esquiule
Esquiule (oficialmente y en francés, Esquiule; en euskera, Eskiula; y en occitano, Esquiula) es una localidad y comuna francesa situada en el departamento de Pirineos Atlánticos en la región de Nueva Aquitania (País Vasco francés).
Esquiule fue una comuna de Bearne durante el Antiguo Régimen, si bien se la incluye habitualmente en la lista de poblaciones de Sola, uno de los territorios históricos del País Vasco francés, al ser su población mayoritariamente vascófona. No forma parte de los Consejos del País Vasco francés.

## Comunas limítrofes
- Géronce y Orin al norte
- Moumour al noreste
- Féas y Oloron-Sainte-Marie al este

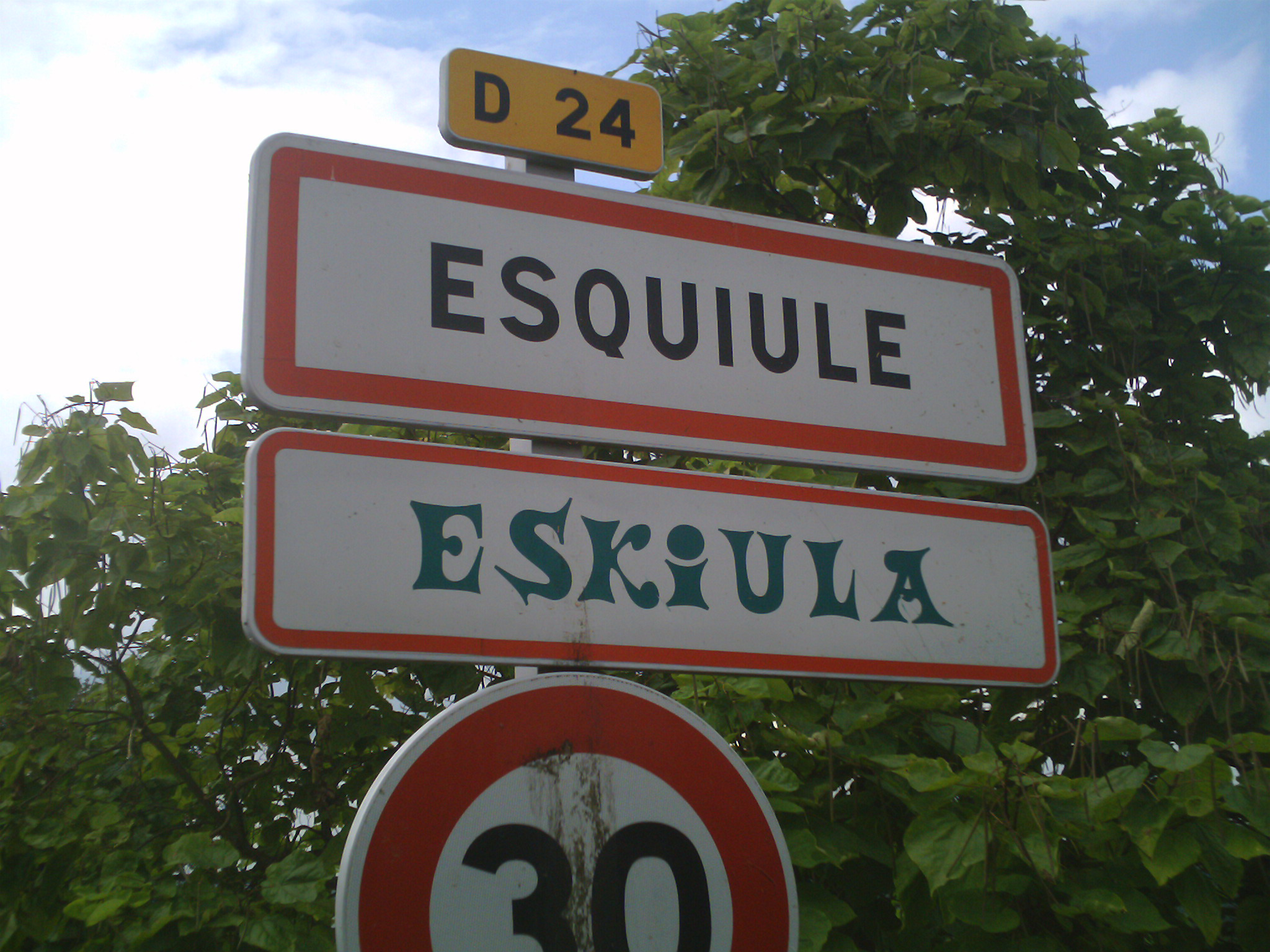
Panel de señalización bilingüe

- Barcus al oeste
- Ance y Aramits al sur

## Toponimia
Según Jean-Baptiste Orpustan, Esquiule proviene del vasco ezkiola, « cabaña de tilos » con asimilación vocálica latina -iola > -iule. El nombre vasco moderno ha evolucionado en Eskiula.

## Economía
La principal actividad es la agrícola (ganadería, policultivo, pastos y viñas).

## Demografía
| Gráfica de evolución demográfica de Esquiule entre 1800 y 2012 |
|                                                                |

Fuentes: Ldh/EHESS/Cassini e INSEE.